# Georg Bernhard Bilfinger
Georg Bernhard Bilfinger, född 23 januari 1693, död 18 februari 1750, var en tysk filosof.
Bilfinger, som tillhörde den Leibniz-Wolffska skolan, var professor i Sankt Petersburg och Tübingen. Hans Dilucidationes philosophieæ (1725) gällde länge som den bästa läroboken i den Wolffska metafysiken.